# Клоназепам
Клоназепам е лекарствено средство от групата на бензодиазепините, което притежава анксиолитично (облекчаващо тревожността), антиконвулсантно, миорелаксиращо и сънотворно действие.
Продуктът се предлага на пазара от фирма Polfa Tarchomin с търговско наименование Clonazepam TZF. Лекарственият продукт се разпространява под формата на таблетки от 0,5 и 2 мг и ампули от 1мг/1мл.

## Действие
Клонезапем е бързодействащ бензодиазепин, неговият полуживот достига 50 часа.
Действието на клоназепам настъпва бързо, но е известно, че лекарството причинява някои странични ефекти, като сънливост и когнитивни смущения.
Както и останалите бензодиазепинови транквилизатори, клоназепам предизвиква зависимост, но това се случва само при 30% от пациентите на лечение с препарата.
Антиконвулсантните (противоепилептични) качества на клоназепам търпят развитието на толерантност, поради което за по-продължително лечение на това заболяване се препоръчват други медикаменти.
Клоназепам се използва и за лечение на други психически нарушения, сред които тревожност, вследствие на депресия и депресивноподобни състояния, и тревожност, вследствие на приема на антидепресанти, които проворкират тревожност през първите няколко седмици на лечение с тях (напр. SSRi).
Лекарството е показано и за лечение на паническо разстройство и други тревожни разстройства.
Действието на препарата се обуславя от стимулиращия му ефект върху мозъчния рецептор GABBAА, отговорен за трансмитера GABBA.

## Приложение
Лекарството клоназепам се използва за лечение на много заболявания, например:
- Епилепсия
- Тревожни разстройства
- Паническо разстройство
- Лечение на мания и други психози в комбинация с литий
- Нарушения на съня.

## Странични ефекти
Клоназепам може да доведе до проява на някои странични ефекти, но те не са често срещани. Обикновено тези нежелани реакции са леки и отшумяващи.
Често възниква ефект на седация (отпуснатост, сънливост, замаяност и др.). Тези ефекти се дължат на общоуспокояващите и сънотворни характеристики на препарата.
Възможни са и други подобни ефекти, но те се проявяват изключително рядко.

## Ефекти на толерантност и оттегляне
Както и останалите бензодиазепини, клоназепам води до състояния на толерантност. Толерантността е състояние, характеризиращо се с намаляване на действието на препарата и необходимостта от повишаване на дозата за постигане на предишния ефект от лечението.
Синдромът на оттегляне се характеризира с пристъпи на безсъние, раздразнителност и сърцебиене, понякога дори и халюцинации. Синдромът се появява при рязко спиране на приема на клоназепам, поради което е задължително прекъсването на лечението с него да става чрез бавно и постепенно намаляване на дневните дози до пълното му спиране.
Толерантност и синдромът на оттегляне се появяват в 30% от лекуваните с клоназепам.

## Противопоказания
Приложението на клоназепам при хора в напреднала възраст или при деца води до някои рискове, сред които опасно натрупване на клоназепам в организма при възрастните и повишено слюнкоотделяне при децата.
Не се препоръчва да се употребява при нетърпимост към клоназепам и при тежки белодробни заболявания.
При бременност клоназепам може да доведе до някои рядки нарушения в развитието на плода, като например: деформации, привикване на плода към веществото, нарушения на когнитивната функция на детето и други.

## Взаимодействия
Едновременен прием на клоназепам с някои лекарства може да доведе до нарушения в обмяната му, а също така и в обмяната на другия медикамент.
Не съвсем безопасно е смесването на клоназепам с:
- фенобарбитал,
- фенитоин,
- карбамазепин
- други лекарствени препарати от групата на антипсихотичните вещества и на антидепресантите.